# 東平路 (元朝)
东平路，元朝时设置的路，在今山东省境。
东平路即唐朝的郓州，宋朝改为东平府，金国东平府隶属于山东西路。元太祖十五年（1220年），严实以彰德府、大名府、磁州、洺州、恩州、博州、浚州、滑州等三十万户归蒙古，成吉思汗以严实为东平行台，领州县五十四。严实死后，子严忠济为东平路管军万户总管，行总管府事，州县如旧。至元五年（1268年），以东平为散府。至元九年（1272年），改下路总管府。四万四千七百三十一户，五万一百四十七口。领六县：须城（今山东省东平县）、东阿、阳谷、汶上、寿张、平阴。元末，朱元璋吳元年（1367年），复为东平府。明朝洪武八年（1375年）改为东平州。